# Zara
Zara är en ledande global modekedja och den mest framstående affärskedjan inom Inditex-gruppen, som även inkluderar varumärken som Massimo Dutti, Pull and Bear, Oysho, Uterqüe, Stradivarius och Bershka. Zara grundades 1975 i A Coruña, Spanien, där företagets huvudkontor fortfarande ligger idag.

## Historia
Zara grundades av Amancio Ortega 1975. Den första butiken öppnades i A Coruña, Spanien. Sedan dess har Zara vuxit till att bli en global ledare inom modeindustrin med över 2 270 butiker världen över. Företaget är känt för sin snabba produktionscykel och förmåga att designa, producera och distribuera nya plagg på mindre än tre veckor.

## Affärsmodell
Zaras affärsmodell bygger på en vertikal integrationsstrategi som möjliggör snabb respons på förändringar i modetrender och kundpreferenser. Företaget designar, producerar och distribuerar en stor del av sina produkter internt, vilket ger dem bättre kontroll över kvalitet och leveranstider.
En av de mest framstående aspekterna av Zaras strategi är deras effektiva produktions- och distributionskedja. Företaget behåller en betydande del av sin produktion nära sitt huvudkontor i Spanien och andra närliggande europeiska länder, vilket möjliggör snabbare distribution och bättre kontroll över produktionsprocessen.

## Marknadsföringsstrategi
Zara investerar inte mycket i traditionell reklam. Istället fokuserar företaget på att öppna nya butiker på strategiska platser och använder sina butiker som den primära marknadsföringskanalen.

## Kontroverser
Zara har varit inblandad i flera kontroverser genom åren. År 2017 tvingades Zara dra tillbaka handväskor som bar på tryck av svastikor. Efter att en kund påpekade designen, drog Zara tillbaka väskan och meddelade att symbolen inte varit synlig när produkten köptes in. Företaget bad om ursäkt och försäkrade att väskan hade kommit från en extern leverantör.
Zara har anklagats för att ha använt sig av slavarbete i Brasilien. Arbetare på fabriker som tillverkade kläder för Zara påstods ha arbetat under mycket dåliga förhållanden och med mycket låga löner.
År 2014 tvingades Zara dra tillbaka en barntröja från sina butiker efter att den kritiserats för att likna kläder som judiska fångar bar i koncentrationsläger under andra världskriget. Tröjan, som hade en sheriffstjärna på bröstet, togs bort från försäljning och företaget bad om ursäkt för designen.